# Balboa Films
Pour les articles homonymes, voir Balboa.

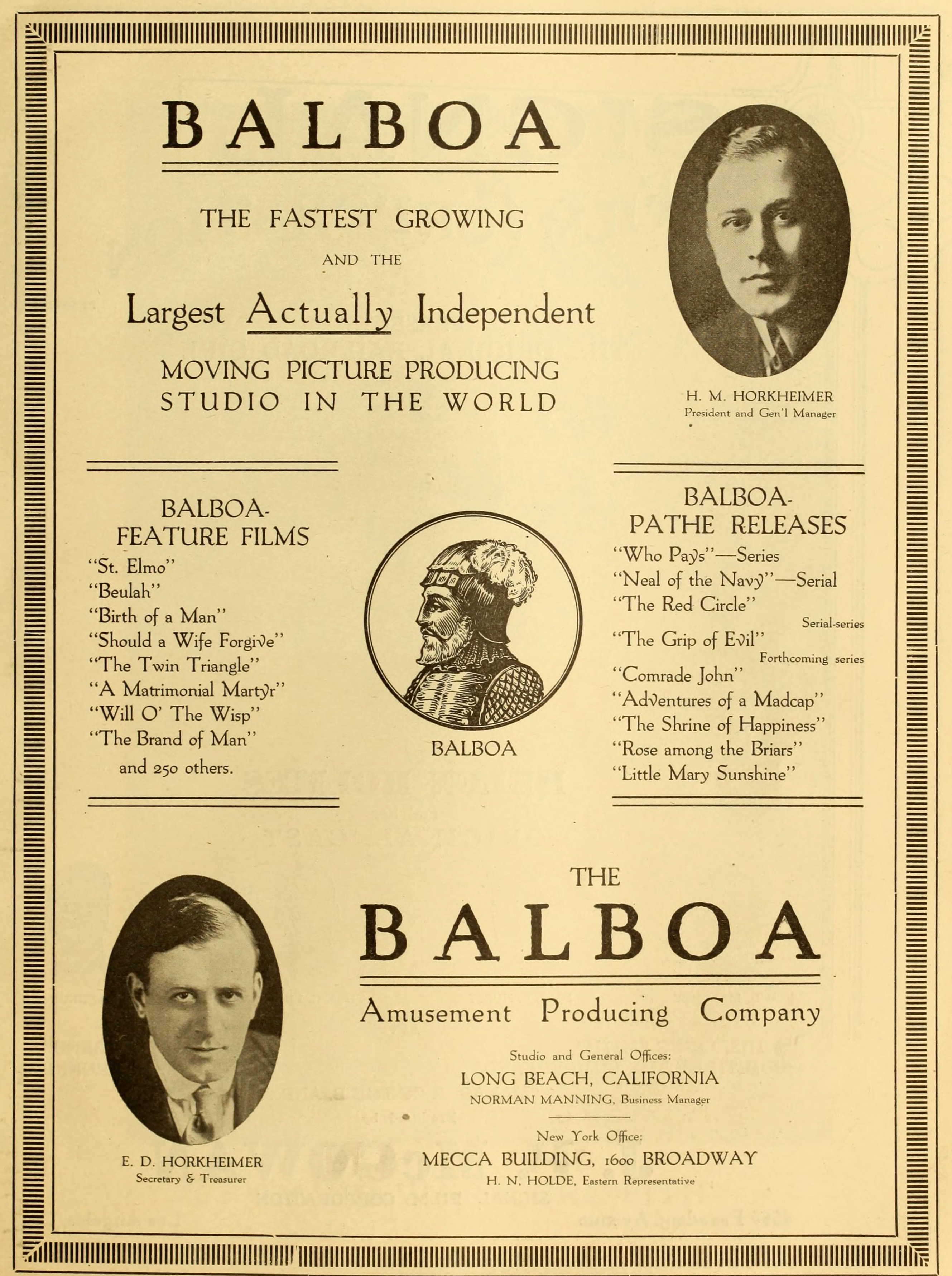
Publicité (1916)

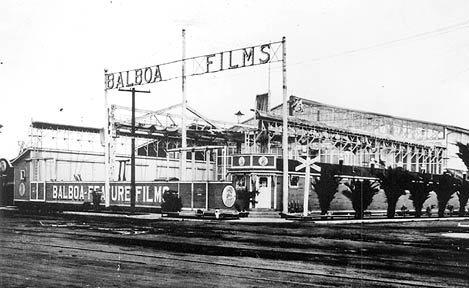
Studios

De 1913 à 1918, Long Beach (Californie) accueille une des plus grandes sociétés de production de cinéma, Balboa Studio, depuis largement tombée dans l'oubli. Son fondateur Herbert M. Horkheimer achète le studio en 1913, et dès 1915 sa production dépasse 5 000 m de films par semaine. Fatty Arbuckle, Henry King, Baby Marie Osborne, Thomas Ince, William Desmond Taylor y ont commencé leur carrière.
En 1918, Horkheimer se déclare en banqueroute à l'étonnement de l'industrie cinématographique, marquant la fin de Balboa, et la fin de Long Beach comme capitale du cinéma, laissant ainsi la place à Hollywood. La plupart des centaines de films produits par ce studio ont été perdus depuis.

« Propriétaires des lieux, les deux frères Horkheimer feront de leur entreprise le plus grand studio indépendant des années dix, peut-être le plus grand studio indépendant qui ait jamais existé aux États-Unis. Qu’il ait disparu, rien en soi de bien étonnant. On y verra la conséquence d’un choix malheureux qui le fit installer à une cinquantaine de kilomètres de Hollywood. C’est un des éléments, mais il aurait pu être reconstruit ailleurs. En fait leur formule ne pourra pas vivre, car BALBOA ne possédait aucun circuit de distribution et n’était lié à aucun. Non pas qu’on ait négligé le fait que les films sont produits pour être vendus. Un financier dénoncerait plutôt une gestion calamiteuse de la trésorerie. »

— Thierry Lemoine, Henry King:Le Réalisateur volant

## Compagnies correspondantes
| Sociétés de production                | Sociétés de distribution            |
| ------------------------------------- | ----------------------------------- |
| Balboa Amusement Producing Company    | Alliance                            |
|                                       | BS Moss                             |
|                                       | Box Office Attraction Company (BOA) |
|                                       | Eclectic                            |
|                                       | Mutual                              |
|                                       | Paramount Pictures                  |
|                                       | Pathé Exchange                      |
|                                       | Triangle                            |
|                                       | University Film Company             |
|                                       | Warner’s Features, Inc.             |
| Comique Film Corporation (Arbuckle)   | Paramount Pictures                  |
| Equitable Motion Pictures Corporation | World Film Corporation              |
| Falcon Features                       | General Film Company                |
| Fortune Photoplay                     | General Film Company                |
| Gold Rooster Plays                    | Pathé Exchange                      |
| Joy                                   | Box Office Attraction Company (BOA) |
| Kalem                                 | General Film Company                |
| Knickerbocker Star                    | General Film Company                |
| Nemo                                  | Box Office Attraction Company (BOA) |
| Oakdale Production                    | General Film Company                |
| Panama                                | Pathé Exchange                      |
| Pathéplay                             | General Film Company                |
| Plaza Pictures                        | Hodkinson                           |
| Selig                                 | General Film Company                |
| Vim                                   | General Film Company                |
| White Star                            | Box Office Attraction Company (BOA) |

NB : Les noms en gras sont les sociétés appartenant aux frères Horkheimer.

## Filmographie
- [PDF] (en) Liste des films produits entre 1913 et 1918 par Balboa Films, consultée le 30 juin 2012